# Alta Car and Engineering Company
Alta Car and Engineering Company era un constructor anglès de cotxes per competicions automobilístiques que va arribar a disputar curses a la Fórmula 1. Habitualment es coneixia per Alta.
Alta va ser fundada per l'enginyer Geoffrey Taylor a Surbiton, Surrey, Anglaterra l'any 1929. Va construir cotxes cada cop més evolucionats fins a arribar a competir al campionat del món de la Fórmula 1 a tres temporades, 1950, 1951 i 1952.
Geoffrey Taylor va morir el 1966 i el seu fill Michael va intentar refundar l'empresa sense gaire èxit el 1976.

## Resultats a la F1
| Any  | Pilot            | 1       | 2       | 3   | 4       | 5       | 6     | 7       | 8   | 9 | Posició | Punts |
| ---- | ---------------- | ------- | ------- | --- | ------- | ------- | ----- | ------- | --- | - | ------- | ----- |
| 1950 | Geoff Crossley   | GBR Ret | MON Ret | 500 | SUI     | FRA     | BEL 9 | ITA Ret |     |   | -       | 0     |
| 1950 | Joe Kelly        | GBR Ret | MON     | 500 | SUI     | FRA     | BEL   | ITA     |     |   | -       | 0     |
| 1951 | Joe Kelly        | SUI     | 500     | BEL | FRA     | GBR Ret | ALE   | ITA     | ESP |   | -       | 0     |
| 1952 | Graham Whitehead | SUI     | 500     | BEL | FRA Ret | GBR 12  | ALE   | HOL     | ITA |   | -       | 0     |

## Palmarès a la F1
- Curses: 5
- Victòries: 0
- Podiums: 0
- Punts: 0